# Colostethus furviventris
Espèce
Statut de conservation UICN

 DD  : Données insuffisantes
Colostethus furviventris est une espèce d'amphibiens de la famille des Dendrobatidae.

## Répartition
Cette espèce est endémique du département d'Antioquia en Colombie. Elle se rencontre à Ituango vers 1 500 m d'altitude dans la cordillère Occidentale.

## Publication originale
- Rivero & Serna, 1991 : Tres nuevas especies de Colostethus (Amphibia, Dendrobatidae) de Colombia. Trianea, vol. 4, p. 481-495.